# 15 février aux Jeux olympiques d'hiver de 2018
Pour un article plus général, voir Jeux olympiques d'hiver de 2018.
Le jeudi 15 février aux Jeux olympiques d'hiver de 2018 est le huitième jour de compétition et le sixième jour avec des médailles décernées.  

## Programme
| Heure UTC+9 (Pyeongchang)                     |               |
| bleu                                          | Cérémonie     |
| neutre                                        | Épreuve       |
| or                                            | Finale        |
| orange                                        | Petite finale |
| rose                                          | Reporté       |
| gris                                          | Annulé        |
| Compétition masculine                         | Hommes        |
| Compétition féminine                          | Femmes        |
| Compétition mixte (hommes et femmes mélangés) | Mixte         |
| Compétition en couple (1 homme et 1 femme)    | Couple        |
| modifier                                      |               |

| Horaire | Discipline Spécialité | Discipline Spécialité             | Discipline Spécialité                         | Phase                                 | Résultats                                                                                   | Références |
| ------- | --------------------- | --------------------------------- | --------------------------------------------- | ------------------------------------- | ------------------------------------------------------------------------------------------- | ---------- |
| 09 h 05 |                       | Curling Tournoi féminin           | Compétition femmes                            | Premier tour Session 2                | 6-8                                                                                         | -          |
| 09 h 05 |                       | Curling Tournoi féminin           | Compétition femmes                            | Premier tour Session 2                | 5-8                                                                                         | -          |
| 09 h 05 |                       | Curling Tournoi féminin           | Compétition femmes                            | Premier tour Session 2                | 6-7                                                                                         | -          |
| 09 h 05 |                       | Curling Tournoi féminin           | Compétition femmes                            | Premier tour Session 2                | 4-7                                                                                         | -          |
| 10 h 00 |                       | Skeleton Individuel               | Compétition hommes                            | Manches 1 et 2                        | -                                                                                           | -          |
| 10 h 30 |                       | Patinage artistique Couples       | Compétition en couple (1 homme et 1 femme)    | Finale                                | Aljona Savchenko et Bruno Massot · Sui Wenjing et Han Cong · Meagan Duhamel et Eric Radford | -          |
| 11 h 00 |                       | Ski alpin Super-G                 | Compétition hommes                            | Reporté                               |                                                                                             | -          |
| 11 h 00 |                       | Ski alpin Slalom géant            | Compétition femmes                            | Finale                                | Mikaela Shiffrin · Ragnhild Mowinckel · Federica Brignone                                   | -          |
| 11 h 00 |                       | Snowboard Cross                   | Compétition hommes                            | Manche de compétition                 | -                                                                                           | -          |
| 11 h 30 |                       | Ski alpin Descente                | Compétition hommes                            | Finale                                | Aksel Lund Svindal · Kjetil Jansrud · Beat Feuz                                             | -          |
| 12 h 10 |                       | Hockey sur glace Tournoi masculin | Compétition hommes                            | Tour préliminaire Groupe C - Match 3  | 5-2                                                                                         | -          |
| 12 h 10 |                       | Hockey sur glace Tournoi féminin  | Compétition femmes                            | Tour préliminaire Groupe A - Match 11 | 1-2                                                                                         | -          |
| 13 h 30 |                       | Snowboard Cross                   | Compétition hommes                            | Finale                                | Pierre Vaultier · Jarryd Hughes · Regino Hernández                                          | -          |
| 13 h 45 |                       | Ski alpin Slalom géant            | Compétition femmes                            | Finale                                |                                                                                             | -          |
| 14 h 05 |                       | Curling Tournoi masculin          | Compétition hommes                            | Premier tour Session 3                | 9-10                                                                                        | -          |
| 14 h 05 |                       | Curling Tournoi masculin          | Compétition hommes                            | Premier tour Session 3                | 4-7                                                                                         | -          |
| 14 h 05 |                       | Curling Tournoi masculin          | Compétition hommes                            | Premier tour Session 3                | 6-5                                                                                         | -          |
| 14 h 05 |                       | Curling Tournoi masculin          | Compétition hommes                            | Premier tour Session 3                | 7-9                                                                                         | -          |
| 15 h 30 |                       | Ski de fond 10 km                 | Compétition femmes                            | Finale                                | Ragnhild Haga · Charlotte Kalla · Marit Bjørgen · Krista Pärmäkoski                         | -          |
| 16 h 40 |                       | Hockey sur glace Tournoi masculin | Compétition hommes                            | Tour préliminaire Groupe C - Match 4  | 0-4                                                                                         | -          |
| 16 h 40 |                       | Hockey sur glace Tournoi féminin  | Compétition femmes                            | Tour préliminaire Groupe A - Match 12 | 1-5                                                                                         | -          |
| 17 h 15 |                       | Biathlon Individuel 15 km         | Compétition femmes                            | Finale                                | Hanna Öberg · Anastasia Kuzmina · Laura Dahlmeier                                           | -          |
| 20 h 00 |                       | Patinage de vitesse 10 000 m      | Compétition hommes                            | Finale                                | Ted-Jan Bloemen · Jorrit Bergsma · Nicola Tumolero                                          | -          |
| 20 h 00 |                       | Ski acrobatique Sauts             | Compétition femmes                            | Qualifications                        | -                                                                                           | -          |
| 20 h 20 |                       | Biathlon Individuel 20 km         | Compétition hommes                            | Finale                                | Johannes Thingnes Bø · Jakov Fak · Dominik Landertinger                                     | -          |
| 20 h 05 |                       | Curling Tournoi féminin           | Compétition femmes                            | Premier tour Session 3                | 7-8                                                                                         | -          |
| 20 h 05 |                       | Curling Tournoi féminin           | Compétition femmes                            | Premier tour Session 3                | 6-7                                                                                         | -          |
| 20 h 05 |                       | Curling Tournoi féminin           | Compétition femmes                            | Premier tour Session 2                | 5-6                                                                                         | -          |
| 20 h 05 |                       | Curling Tournoi féminin           | Compétition femmes                            | Premier tour Session 2                | 5-7                                                                                         | -          |
| 21 h 10 |                       | Hockey sur glace Tournoi masculin | Compétition hommes                            | Tour préliminaire Groupe A - Match 5  | 2-1                                                                                         | -          |
| 21 h 10 |                       | Hockey sur glace Tournoi féminin  | Compétition femmes                            | Tour préliminaire Groupe B - Match 13 | 1-5                                                                                         | -          |
| 21 h 30 |                       | Luge Relais par équipes           | Compétition mixte (hommes et femmes ensemble) | Finale                                | Allemagne · Canada · Autriche                                                               | -          |

## Tableau des médailles provisoire
- Pays organisateur (Corée du Sud)

| Rang  | Nation     | Or                                                                                               | Argent                                                                  | Bronze                                                                    | Total |
| ----- | ---------- | ------------------------------------------------------------------------------------------------ | ----------------------------------------------------------------------- | ------------------------------------------------------------------------- | ----- |
| 1     | Norvège    | Médaille d'or, Jeux olympiques · Médaille d'or, Jeux olympiques · Médaille d'or, Jeux olympiques | Médaille d'argent, Jeux olympiques · Médaille d'argent, Jeux olympiques | Médaille de bronze, Jeux olympiques                                       | 6     |
| 2     | Allemagne  | Médaille d'or, Jeux olympiques · Médaille d'or, Jeux olympiques                                  |                                                                         | Médaille de bronze, Jeux olympiques                                       | 3     |
| 3     | Canada     | Médaille d'or, Jeux olympiques                                                                   | Médaille d'argent, Jeux olympiques                                      | Médaille de bronze, Jeux olympiques                                       | 3     |
| 4     | Suède      | Médaille d'or, Jeux olympiques                                                                   | Médaille d'argent, Jeux olympiques                                      |                                                                           | 2     |
| 5     | France     | Médaille d'or, Jeux olympiques                                                                   |                                                                         |                                                                           | 1     |
| 5     | États-Unis | Médaille d'or, Jeux olympiques                                                                   |                                                                         |                                                                           | 1     |
| 7     | Chine      |                                                                                                  | Médaille d'argent, Jeux olympiques                                      |                                                                           | 1     |
| 7     | Australie  |                                                                                                  | Médaille d'argent, Jeux olympiques                                      |                                                                           | 1     |
| 7     | Slovaquie  |                                                                                                  | Médaille d'argent, Jeux olympiques                                      |                                                                           | 1     |
| 7     | Pays-Bas   |                                                                                                  | Médaille d'argent, Jeux olympiques                                      |                                                                           | 1     |
| 7     | Slovénie   |                                                                                                  | Médaille d'argent, Jeux olympiques                                      |                                                                           | 1     |
| 12    | Autriche   |                                                                                                  |                                                                         | Médaille de bronze, Jeux olympiques · Médaille de bronze, Jeux olympiques | 2     |
| 12    | Italie     |                                                                                                  |                                                                         | Médaille de bronze, Jeux olympiques · Médaille de bronze, Jeux olympiques | 2     |
| 14    | Suisse     |                                                                                                  |                                                                         | Médaille de bronze, Jeux olympiques                                       | 1     |
| 14    | Finlande   |                                                                                                  |                                                                         | Médaille de bronze, Jeux olympiques                                       | 1     |
| 14    | Espagne    |                                                                                                  |                                                                         | Médaille de bronze, Jeux olympiques                                       | 1     |
| Total | Total      | 9                                                                                                | 9                                                                       | 10                                                                        | 28    |

| Rang  | Nation                        | Or | Argent | Bronze | Total |
| ----- | ----------------------------- | -- | ------ | ------ | ----- |
| 1     | Allemagne                     | 9  | 2      | 4      | 15    |
| 2     | Norvège                       | 6  | 7      | 5      | 18    |
| 3     | Pays-Bas                      | 5  | 5      | 2      | 12    |
| 4     | États-Unis                    | 5  | 1      | 2      | 8     |
| 5     | Canada                        | 4  | 5      | 4      | 13    |
| 6     | Suède                         | 3  | 2      | 0      | 5     |
| 7     | France                        | 3  | 1      | 2      | 6     |
| 8     | Autriche                      | 2  | 1      | 3      | 6     |
| 9     | Italie                        | 1  | 1      | 3      | 5     |
| 10    | Corée du Sud                  | 1  | 0      | 1      | 2     |
| 11    | Japon                         | 0  | 4      | 3      | 7     |
| 12    | Australie                     | 0  | 2      | 1      | 3     |
| 13    | Chine                         | 0  | 2      | 0      | 2     |
| 13    | Slovaquie                     | 0  | 2      | 0      | 2     |
| 15    | Athlètes olympiques de Russie | 0  | 1      | 3      | 4     |
| 16    | République tchèque            | 0  | 1      | 1      | 2     |
| 16    | Suisse                        | 0  | 1      | 1      | 2     |
| 18    | Slovénie                      | 0  | 1      | 0      | 1     |
| 19    | Finlande                      | 0  | 0      | 3      | 3     |
| 20    | Espagne                       | 0  | 0      | 1      | 1     |
| 20    | Kazakhstan                    | 0  | 0      | 1      | 1     |
| Total | Total                         | 39 | 39     | 40     | 118   |